# Manfred Moser (Fussballspieler)
Manfred Moser (* 12. Mai 1958) ist ein ehemaliger liechtensteinisch-schweizerischer Fussballspieler.

## Karriere

### Verein
In seiner Jugend spielte Moser für den FC Vaduz, bei dem er 1975 in den Herrenbereich befördert wurde. 1977 verpflichtete ihn der Schweizer NLA-Klub FC Zürich. Mit dem FCZ wurde er in der Saison 1980/81 Schweizer Meister. Zur darauffolgenden Spielzeit schloss er sich dem FC Chiasso an, bevor er ein Jahr später einen Vertrag beim FC Lugano unterschrieb. Nach einer Station beim FC Nordstern Basel kehrte er zum FC Vaduz zurück. Anschliessend spielte er für den FC Young Fellows Zürich und erneut den FC Vaduz. Es folgte ein Wechsel zum FC Triesen, für den er bis zu seinem Karriereende aktiv war.

### Nationalmannschaft
Moser gab sein Debüt in der liechtensteinischen Fussballnationalmannschaft am 9. März 1982 beim 0:1 gegen die Schweiz im Rahmen eines Freundschaftsspiels. Im Juni desselben Jahres schoss er, wenn auch inoffiziell, das erste Liechtensteiner Länderspieltor gegen eine Auswahl aus Peking.

## Erfolge
FC Zürich
- Schweizer Meister: 1980/81